# Синхондроз
Синхондроз (грец. σίν- — разом и χόνδρος — хрящ) — різновид суглобового з'єднання, при якому кінці кісток сполучені між собою за допомогою хряща. Належить до безперервного з'єднання.
Хрящ забезпечує невелику рухомість з'єднання, в основному пружинястого характеру, що надає можливості гасити механічні коливання і виконувати роль амортизатора. В синхондрозі хрящовою тканиною може виступати гіаліновий або волокнистий хрящ. Тип синхондрозу з волокнистим хрящем називається симфізом і являє собою напівсуглоб.
Розрізняють постійні і тимчасові синхондрози. Тимчасові синхондрози з віком кальцифікуються і перетворюються в синостоз. Постійні синхондрози не замінюють хрящову тканину на кісткову протягом всього життя.
- Приклади постійних синхондрозів: міжхребцеві диски
- Приклади тимчасових синхондрозів: з'єднання між епіфізом і діафізом довгих трубчастих кісток, синхондроз черепа, що охоплює клиноподібно-потиличний, клиноподібно-кам'янистий і клиноподібно решітчастий синхондрози.